# Kommunistka
Kommunistka (en rus, коммунистка; Dona Comunista) va ser una revista comunista de la Unió Soviètica associada al Genotdel, fundada per Inessa Armand i Aleksandra Kolontái en 1920.
La revista tenia una periodicitat mensual i estava dirigida especialment cap a les dones de classe més baixa, i explorava la manera d'aconseguir l'emancipació de la dona, no sols de manera teòrica, sinó pràctica, pel fet que la revolució, per si mateixa, no resoldria la inequitat i l'opressió de les dones en la família i la societat. Armand i Kolontái insistien en el baix percentatge de dones en les esferes públiques –en el partit, en la gestió d'empreses, en els soviets, en els sindicats o en el govern– el que requeria un treball específic d'alliberament.
Armand, Kolontái o Krúpskaya van abordar temes com la sexualitat, l'avortament, el matrimoni i el divorci, la relació entre els sexes, l'amor lliure, la moralitat, la família, la maternitat o l'alliberament de les dones de l'esclavitud dels homes. A més, la perspectiva de la revista incidia en què l'alliberament de la dona estava igualment lligada a l'emancipació de tota la societat comunista.
La revista finalment va desaparèixer en 1930 al costat del propi Genotdel sota el mandat estalinista.